# Великая Диброва (Львовская область)
Великая Диброва (укр. Велика Діброва) — село в Судововишнянской городской общине Яворовского района Львовской области Украины.
Население по переписи 2001 года составляло 80 человек. Занимает площадь 0,244 км². Почтовый индекс — 81380. Телефонный код — 3234.